# Nagoya Grampus
O Nagoya Grampus (名古屋グランパス Nagoya Guranpasu) anteriormente Nagoya Grampus Eight (名古屋グランパスエイト Nagoya Guranpasu Eito) é um clube de futebol, de Nagoya, Japão, que compete na J-League.
O time teve sua temporada mais bem-sucedida em 1995, onde o clube foi treinado pelo famoso técnico francês Arsène Wenger, conhecido mundialmente por sua subsequente longa campanha como treinador no clube londrino Arsenal. Eles conquistaram a Copa do Imperador e terminou em segundo na J.League, com Dragan Stojković e Gary Lineker presentes no time. Em 2010, o agora técnico Dragan Stojković ajudou o time a ganhar seu primeiro troféu da J.League, desta vez ele sendo o técnico do Nagoya Grampus.

## História

### Inicio
O Toyota Automated Loom Works FC foi um clube inicialmente formado por trabalhadores da empresa Toyota Industries, em 1939, para disputar a JSL. Em 1968 a empresa viu após o rebaixamento da liga local, uma chance de se promover e fundaram o Toyota Motor S.C.
.Eles foram os primeiros campeões da segunda divisão da JSL de 1972, e passou por uma série de promoções e rebaixamentos até os anos 90.

### Era J-League
No inicio da era J-League o clube tinha como treinador Arsene Wenger na qual alcançou uma das melhores posições na liga. E a Toyota mudou o nome do clube para Nagoya Grampus Eight. O nome do time é derivado dos símbolos de Nagoya. Os dois golfinhos grampos no topo do castelo de Nagoya é um folclore local, e o Maru-Hachi (circulo oito) símbolo oficial da cidade.
Em 2008, o clube passa a não adotar mais o nome Eight, apenas Nagoya Grampus.

## Uniformes

### Uniformes dos jogadores
| 1º uniforme | 2º uniforme |

### Uniformes anteriores
- 2019

| 1º uniforme | 2º uniforme |

- 2018

| 1º uniforme | 2º uniforme |

- 2017

| 1º uniforme | 2º uniforme | 3º uniforme |

## Títulos
| INTERCONTINENTAIS | INTERCONTINENTAIS     | INTERCONTINENTAIS | INTERCONTINENTAIS |
|                   | Competição            | Títulos           | Temporadas        |
| ----------------- | --------------------- | ----------------- | ----------------- |
|                   | Copa Sanwa Bank       | 1                 | 1997              |
| NACIONAIS         |                       |                   |                   |
|                   | Competição            | Títulos           | Temporadas        |
| Japão             | Campeonato Japonês    | 1                 | 2010              |
| Japão             | Copa do Imperador     | 2                 | 1995 e 1999       |
| Japão             | Copa da Liga Japonesa | 2                 | 2021 e 2024       |
| Japão             | Supercopa do Japão    | 2                 | 1996 e 2011       |

 Campeão Invicto

## Futebolistas premiados
- J. League Player of the Year
  -  Dragan Stojković (1995)
  -  Seigo Narazaki (2010)

- J. League Top Scorer
  -  Ueslei (2003)
  -  Joshua Kennedy (2010, 2011)

- J. League Best Eleven
  -  Dragan Stojković (1995, 1996, 1999)
  -  Ueslei (2003)
  -  Seigo Narazaki (2003, 2008, 2010, 2011)
  -  Marques (2004)
  -  Yoshizumi Ogawa (2008)
  -  Joshua Kennedy (2010, 2011)
  -  Danilson Córdoba (2010)
  -  Marcus Tulio Tanaka (2010, 2011, 2012)
  -  Takahiro Masukawa (2010)
  -  Jungo Fujimoto (2011)

- J. League Rookie of the Year
  -  Yoshizumi Ogawa (2008)

- J.League Manager of the Year
  -  Arsène Wenger (1995)
  -  Dragan Stojković (2010)